# Меживо
Меживо – овощная закуска украинской кухни из баклажанов, сладких перцев, моркови, лука, кабачков, помидоров, свеклы. Иногда готовится с мясом. 

## Название
Украинское слово «межений» означает «маринованный» . Вероятно, название блюда «меживо» образовалось благодаря способу приготовления овощей с добавлением уксуса.

## Рецепт
В основе закуски лежат перцы, баклажаны, кабачки. Их предварительно готовят, отваривают или поджаривают. Лук и морковь пассеруют, смешивают с баклажанами и/или другими овощами, и заливают заправкой из уксуса, сахара, перца, томатов, затем тушат. Перцы обычно фаршируют протушенной массой из лука и моркови. Готовая закуска подаётся в охлаждённом виде.